# Bednáreček
Bednáreček är en ort i Tjeckien.   Den ligger i regionen Södra Böhmen, i den centrala delen av landet, 110 km sydost om huvudstaden Prag. Bednáreček ligger 546 meter över havet och antalet invånare är 199.
Terrängen runt Bednáreček är platt. Runt Bednáreček är det ganska glesbefolkat, med 38 invånare per kvadratkilometer. Närmaste större samhälle är Jindřichův Hradec, 12,6 km sydväst om Bednáreček. I omgivningarna runt Bednáreček växer i huvudsak blandskog.